# Masurien
Masurien (maz: Mazurÿ polsk: Mazury, tysk: Masuren) er en historisk region i den nordøstlige del af Polen og landets største indsølandskab. Det ligger i dag i det Ermlandsk-Masuriske voivodskab.
Navnet Masurien stammer fra masurerne, polske nybyggere fra Masovien, som befolkede store dele af området efter det var blevet erobret af Den tyske orden.

## Gammel preusserne
I 1000-1300-tallet var området beboet af gammelpreussere, en baltisk etnisk gruppe, der beboede de preussiske områder i Pomesania, Pogesania, Galindia, Bartia og Sudovien, og i kystområderne ved Østersøen omkring Wisłabugten, og den Kuriske bugt. De talte gammelpreussisk og fulgt den hedenske preussiske mytologi. På trods af navnet er der ingen forbindelse til den tyske 1800-tals stat Preussen. De blev konverteret til katolicismen i slutningen af 1200- og 1300-tallet efter den Tyske Ordens erobring af området, og derefter til protestantismen i det tidlige 1500-tal.
Det anslås, at omkring 220.000 gammelpreussere boede i området i 1200-tallet. Vildnisset var deres naturlige forsvar mod potentielle angribere. Under de nordiske korstog i begyndelsen af det 1200-tallet, brugte gammelpreusserene de tykke skove som forsvarslinie. Skovene blev igen benyttet da den Tyske Orden blev inviteret til Polen af Konrad af Masovien i 1226. Ordenens mål var at omvende den indfødte befolkning til kristendom, og døbe dem, om nødvendigt med magt. I de efterfølgende kampe, der varede over 50 år, blev den oprindelige befolkning næsten udryddet, især i den store preussiske opstand i 1261-1283. Fra omkring 1280 overlevede rester af den lokale kultur kun i skovene i de følgende årtier, i byerne var udryddelsen af kulturen fuldstændig.
Efter Ordenen havde erobret området, begyndte polakker at bosætte sig i den sydøstlige del af regionen, og kort efter indvandrede tyske, franske, flamske, danske, hollandske og norske kolonister i området. Antallet af polske bosættere steg betydeligt i begyndelsen af 1400-tallet, især efter første og anden Thorn traktat i 1411 og 1466 henholdsvis efter tretten årskrigen og Ordenens endelige nederlag. Efter traktaterne blev stormester Ludwig von Erlichshausen vasal under den polske krone og blev tvunget til at tage imod etnisk polske indbyggere til menigheden. Den efterfølgende assimilation af de tyske nybyggere, samt den polske indvandrere skabte den nye preussiske identitet.

## Weimar Republik og Nazityskland
Masurien var den eneste region i Tyskland direkte berørt af slag i 1. verdenskrig. Beskadigede byer og landsbyer blev rekonstrueret med hjælp fra flere venskabsbyer fra Vesttyskland som Köln til Neidenburg, Frankfurt til Lötzen og endda Wien til Ortelsburg. Men Masurien var stadig i vid udstrækning et landbrugsområde og præget af den økonomiske tilbagegang efter verdenskrigen, og hårdt ramt af oprettelsen af polske korridor, der fik fragtomkostninger til de traditionelle markeder i Tyskland til at stige.
Den senere gennemførte Osthilfe havde kun en mindre effekt i Masurien, da hjælpen først og fremmest gik til de større godser, mens de Masuriske gårde generelt var små.
Politisk var Masurien stadig en konservativ højborg med det tyske nationale Folkeparti som stærkeste parti. Polske partier fik normalt omkring 5.000 stemmer ved valgene til de regionale parlamenter.
Mens NSDAP i første omgang kun havde lille succes i Masurien, fik nazisterne i valgene i 1932 og 1933 op til 81 procent af stemmerne i bydelen Neidenburg og 80 procent i bydelen Lyck. Nazisterne brugte den økonomiske krise, som havde betydelige virkninger for langt væk Masurien, såvel som traditionelle anti-polske følelser og samtidigt blev nazisternes møder afholdt på den Masurisk dialekt i løbet af valgkampen.
I 1938 ændrede Naziregeringen (1933-1945) tusindvis af stednavne (især navne på byer og landsbyer) af gammelpreussisk og polsk oprindelse til tyske kunstigt skabte navne. Omkring 50% af de eksisterende navne var allerede ændret i 1938.
Under 2. verdenskrig blev Masurien delvist ødelagt af Wehrmachts tilbagetog under den Røde Hærs Wisła-Oder-offensiven. Forud for Sovjets indmarch flygtede størstedelen af befolkningen som følge af Nazi-propaganda til Tyskland, eller blev dræbt under offensiven.
Masurien kom under polsk styre efter Potsdam-konferencen, som gentegnede de nationale grænser og fastlagde "velordnet" og "human" udvisninger af tyskere fra Polen, Tjekkoslovakiet og Ungarn ved krigens afslutning. I følge Potsdam konferencens beslutninger blev indbyggerne "nationalitet verificeret", ofte baseret på oprindelsen af efternavne. Som følge heraf blev et antal Masurere bortvist og genbosat i Tyskland. Polakker fra det centrale Polen, de polske områder der kom under Sovjetisk styre som følge af Jaltakonferencen samt ukrainere bortvist fra det sydlige Polen under Operation Wisła blev genbosat i Masurien.

## Hovedbyer
- Biała Piska
- Działdowo
- Ełk
- Giżycko
- Gołdap
- Kętrzyn
- Korsze
- Mikołajki
- Mrągowo
- Nidzica
- Olecko
- Olsztynek
- Orzysz
- Ostróda
- Pasym
- Pisz
- Ruciane-Nida
- Ryn
- Szczytno
- Węgorzewo
- Wielbark

- Ełk
- Ostróda
- Giżycko
- Kętrzyn
- Szczytno
- Mrągowo